# ヒメアカネ
ヒメアカネ（姫茜、学名：Sympetrum parvulum (Bartenef, 1912) ）は、トンボ科アカネ属のトンボの一種。東アジアから極東に広く分布する。

## 形態
成虫は体長28-38mm、腹長17-26mm、後翅長20-29mmで体型はやや細身。国内の赤とんぼでは最小の種で、和名もそれに由来する。雌は顔面の額上部に小さな眉班（ビハン）を持つ個体と持たない個体とがあるが、雄には眉班がない。雌の産卵管は長く突き出ている。
幼虫は典型的な赤とんぼ型のヤゴで、体長は13mm程度。マユタテアカネに似るが側棘が短い。

## 生態
成虫は7月上旬頃から羽化が始まる。おもに平地から低山地にかけての、周囲に木立のあるような湿地、耕作放棄された水田などで見られる。ハッチョウトンボの生息するような環境で本種も共に見られることが多い。羽化後も水域から遠く離れることはなく、付近の草原や林縁で摂食活動を行う。
未熟なうちは雌雄とも体色は黄褐色をしている。成熟すると雄は腹部が赤化して顔面は白くなるが、雌は成熟しても背面の橙色が濃くなる程度である。
成熟した雄は水域近くに縄張りを持つようになる。産卵は打水産卵で、雌雄が連結したまま行うことが多いが、途中で連結を解いて雌の単独産卵に移行することもある。その場合、雄は上空で停止飛翔をしながら雌の産卵を見守る。周囲の状況に応じ、産卵方法を使い分けているようである。
本種は生息環境の変化に敏感で、周囲の樹林で多少の伐採を行っただけであっても姿を消してしまうことがある。人間に対する警戒心も強い。しかし、寒さには比較的強く、遅いところでは12月下旬まで見られることがある。

## 近縁種
国内の種ではコノシメトンボ、マユタテアカネ、マイコアカネと近縁である。
マユタテアカネよりもひと回り小型であり、雄は顔面に眉斑がないこと、腹部黒斑が発達すること、尾部上付属器の先端の反りが弱いことで区別できる。雌は産卵管の形状（より後方に突き出る）で区別できる。また、マイコアカネとはほぼ同じ大きさであるが、胸部側面の斑紋がそれぞれ異なっているので区別できる。本種の雄も成熟が進むと顔面が青味を帯びるようになるが、マイコアカネほど顕著ではない。
マユタテアカネとは異種間連結・異種間交尾・産卵が観察されることがあり、まれに種間雑種を生じる。

## ギャラリー

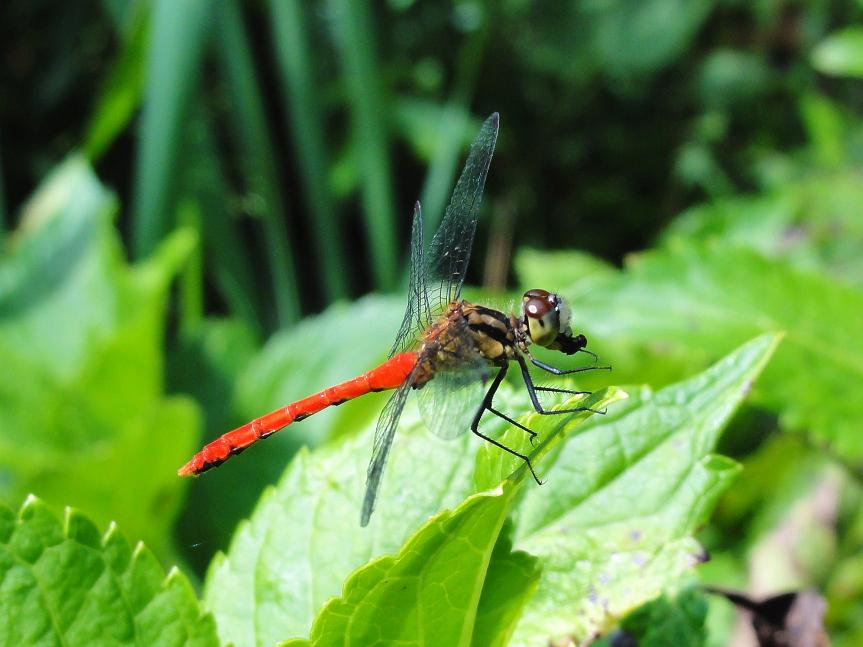
食事中の雄
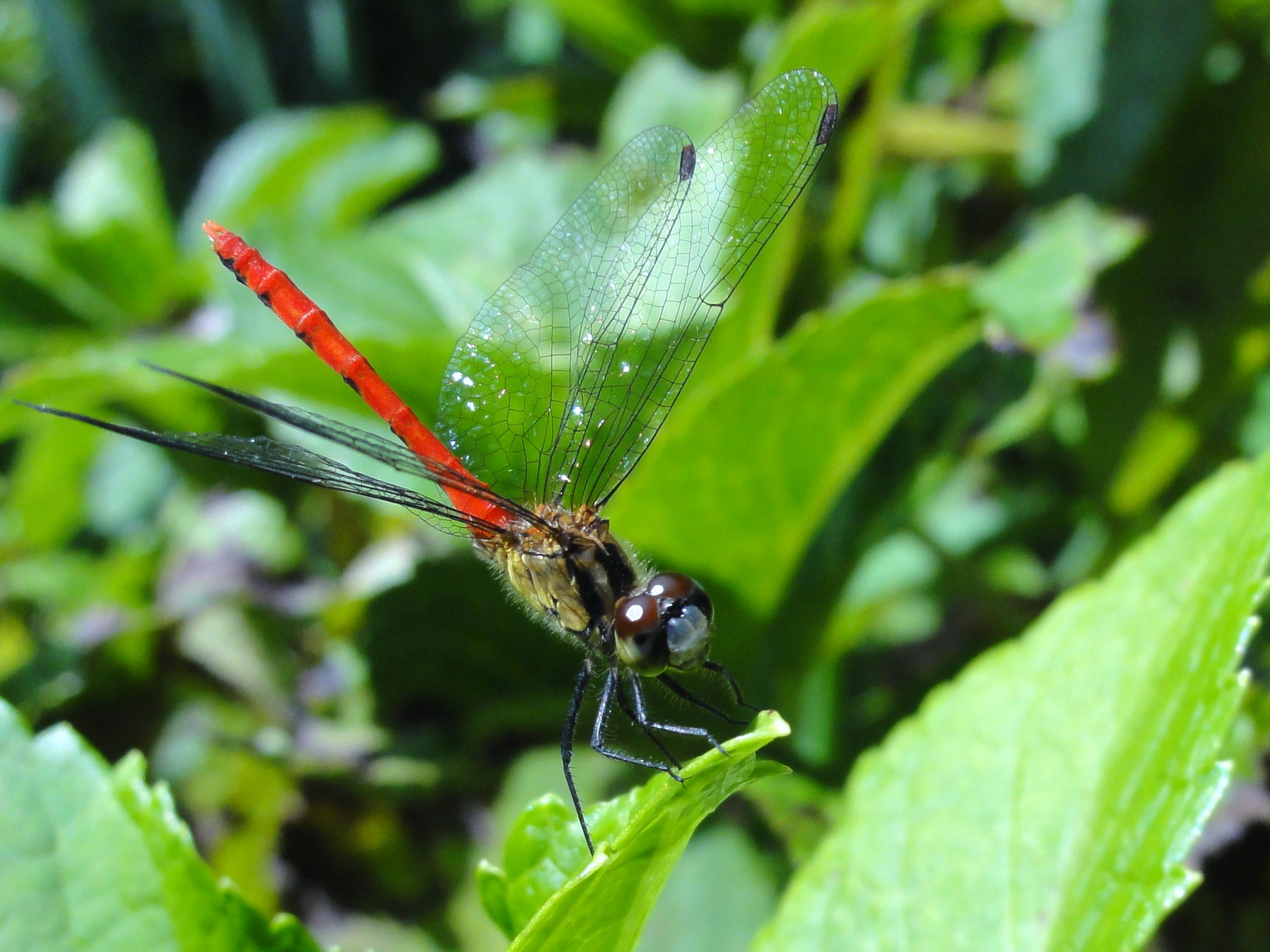
避暑の姿勢で静止する雄
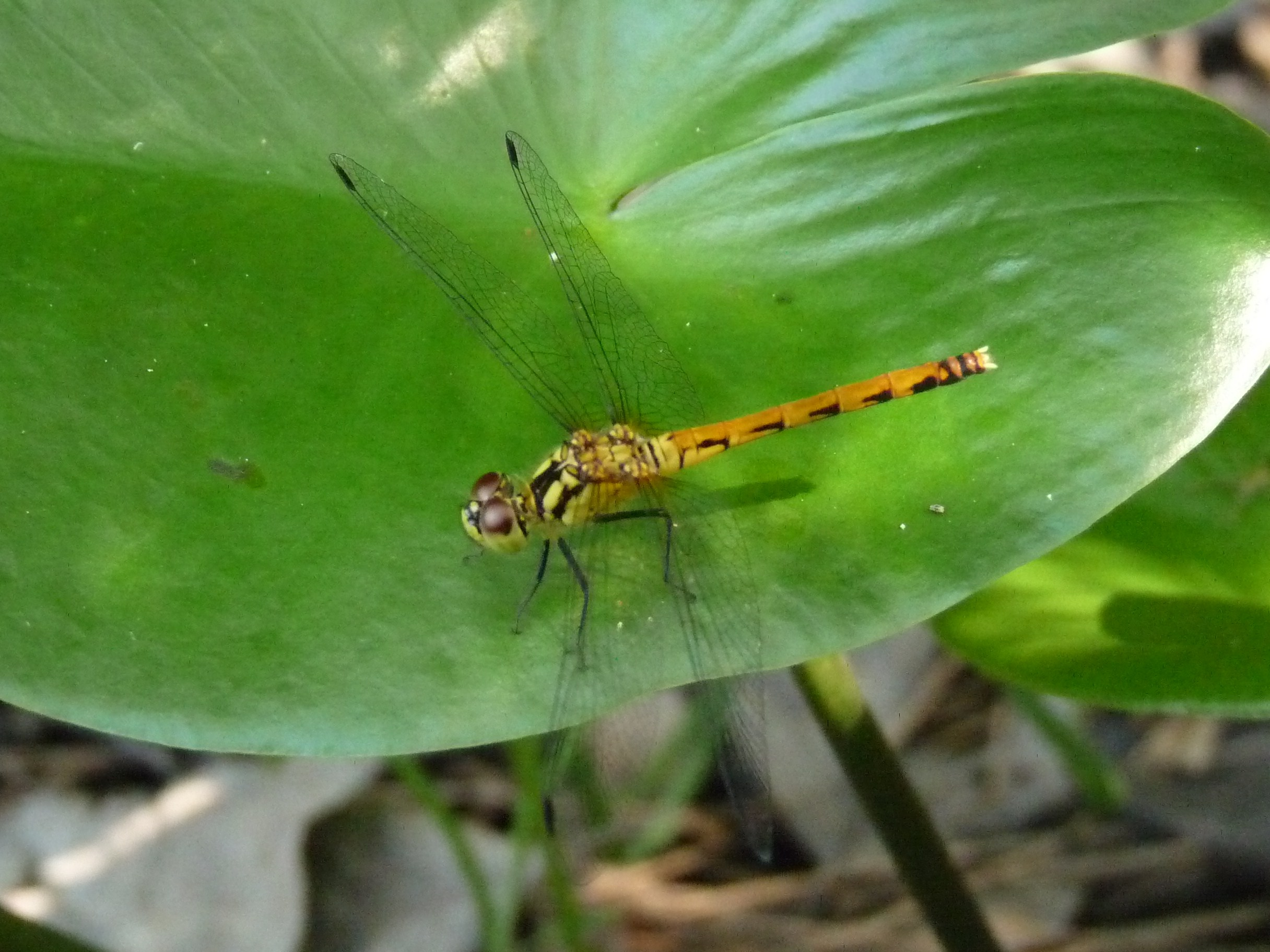
コウホネの葉に止まる雌
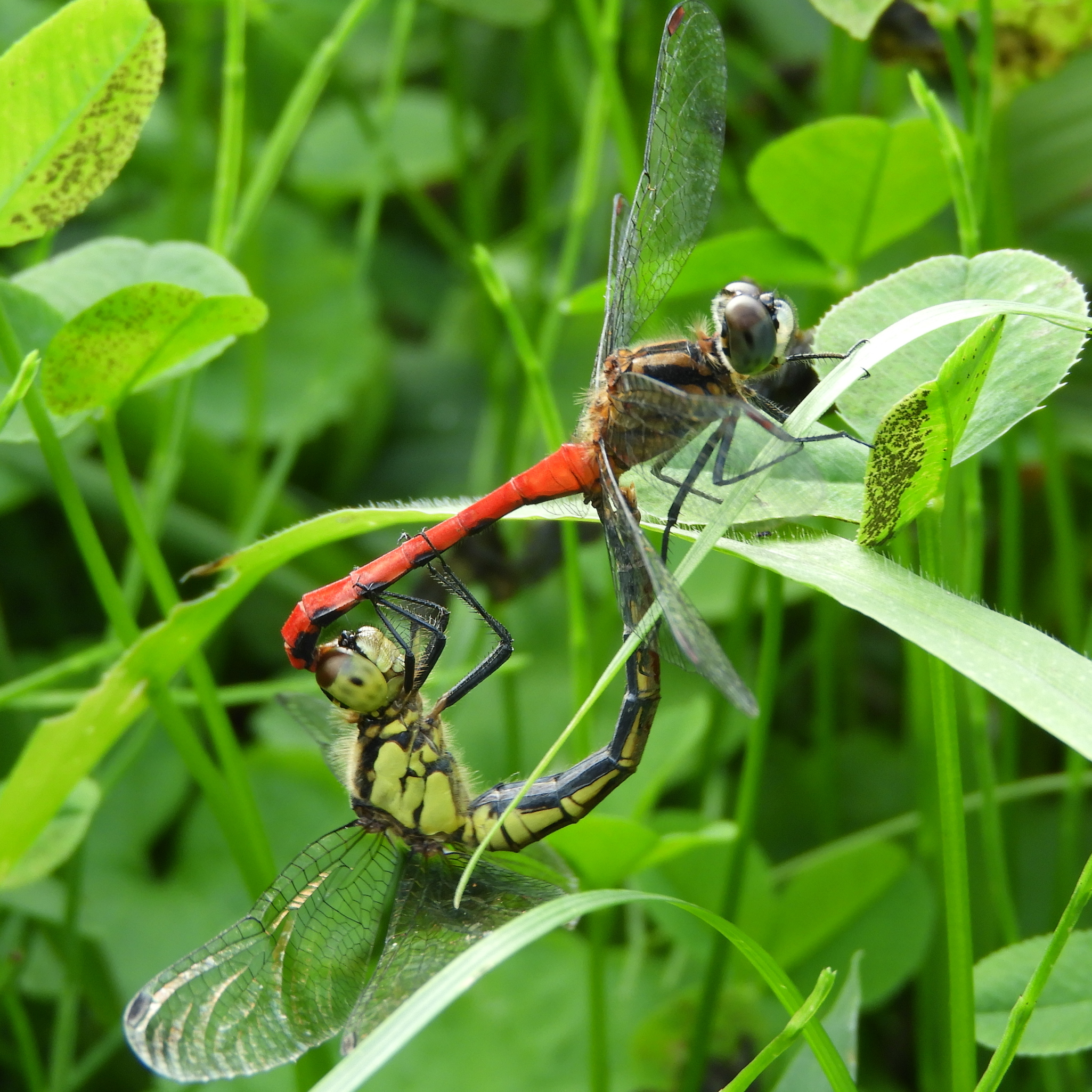
交尾